# 刘秋实
刘秋实（1988年9月8日—）是一位中国男演员。

## 生平
出生于黑龙江省肇东市，毕业于沈阳音乐学院表演系。多年的北漂生活，让他尝尽酸甜苦辣。他阳光俊朗的外表下，总会多出一份深沉和忧郁的气质。他有过人的智慧，但更愿意认真对待每一个角色，做足功课，踏实做人。刘秋实在多部影视剧中有出色的表现，代表作品有《青春无极限》、《英雄时代》、《内线前传》等。在2015年播出的《花千骨2015》一剧中饰演白子畫的意念分身。

## 作品

### 電影
| 年份   | 名稱             | 角色   |
| ------ | ---------------- | ------ |
| 2010年 | 《我爱我家2.0》  | 司徒家 |
| 2011年 | 《甜玉米的笑声》 | 田超   |
| 2011年 | 《婚前婚后》     | 小帅   |
| 2012年 | 《小锅盖娶亲》   | 岳光辉 |
| 2013年 | 《分手,不分手》  | 小掌柜 |

### 电视剧
| 年份   | 名稱                  | 角色   | 備註 |
| ------ | --------------------- | ------ | ---- |
| 2012年 | 《光荣使命》          | 方国心 |      |
| 2012年 | 《南国有佳人》        | 阿良   |      |
| 2012年 | 《一门三司令》        | 王墨林 |      |
| 2013年 | 《毕有财》            | 小辉   |      |
| 2013年 | 《内线前传》          | 罗通   |      |
| 2013年 | 《水木清华》          | 袁复礼 |      |
| 2014年 | 《青春无极限》        | 江晓华 |      |
| 2015年 | 《四手妙弹》          | 继承   | 网剧 |
| 2015年 | 《花千骨2015》        | 沐童   | 网剧 |
| 2015年 | 《反恐特战队》        | 马小川 |      |
| 2016年 | 《还是夫妻》          | 熊胜虎 |      |
| 2018年 | 《一千零一夜》        | 季斌   |      |
| 2018年 | 《扶搖》              | 紀羽   |      |
| 2019年 | 《幕后之王》          | 杰瑞   |      |
| 2019年 | 《九州縹緲錄》        | 百里隱 |      |
| 2019年 | 《全職高手》          | 藍河   |      |
| 2021年 | 《正青春》            | 吳東江 |      |
| 2022年 | 《新居之約》          | 劉亞明 |      |
| 待播   | 《英雄时代·炎黄大帝》 | 黑水   |      |
| 待播   | 《圣地可可西里》      |        |      |